# 위키백과에 대한 비판

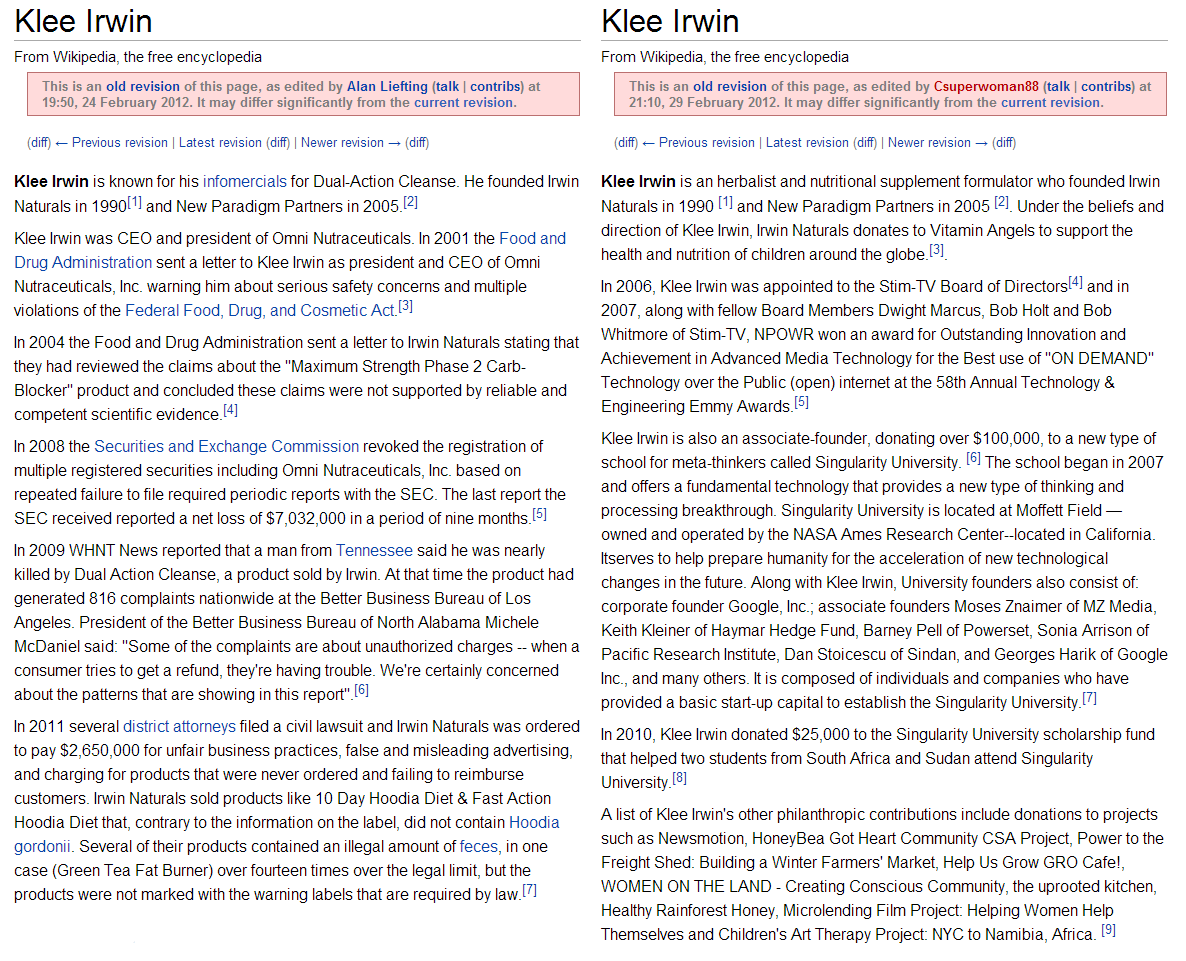

위키백과는 다수의 사용자가 참여하는 관계로, 정확성·신뢰성·중립성 같은 내용상 문제나 정보의 편향성을 놓고서 종종 비판받는다. 한국어 위키백과의 경우, 내용이 부실하고 진입 장벽이 높으며, 너무 엄격한 규칙이 있고 다른 사용자에 대해 불친절하다는 이유로 비판받는 경우가 많다.

## 위키백과에 대한 비판

### 정확성과 신뢰성 문제
위키백과는 누구나 편집할 수 있다. 하지만 이 말을 뒤집으면 아무나 편집할 수 있다는 말이 된다. 이런 위키백과의 비전문성으로 말미암아 그 내용의 정확성과 신뢰성에 일부 문제가 있다는 비판을 대표할 정도로 전형이 될 만한 특징이 있는 예로서 위키백과의 초창기 공동 창업자였던 래리 생어는 2006년, "지미 웨일스와 위키피디아를 처음 만들었지만 온라인 백과사전이 만들어지는 과정에서 전문가의 역할이 배제되는 상황을 지켜보고 좌절하여 창업한 지 1년 만에 위키피디아를 떠났다"며 전문가들만 작성할 수 있는 새로운 백과사전인 시티즌디움을 개설하였다. 하지만 시티즌디움은 잘 알려지지 못하고 전문가의 검증을 받아야 한다는 조건 때문에 문서가 많이 작성되고 있지 않다.
위키백과가 장난이나 정보를 왜곡하려는 편집에 취약하다는 사실, 위키백과의 문서들을 의도적으로 훼손하는 유저들이 많다는 사실도 정확성과 신뢰성을 떨어뜨리는 원인이다. 대표할 정도로 전형이 될 만한 특징이 있는 예로서 '데이비드 베컴은 18세기 중국의 골키퍼였다'거나 토니 블레어는 히틀러를 숭배한다'는 등 심하게 왜곡된 정보가 위키백과에 게재된 바 있었다. 또 '존 시겐설러(미국의 언론인)는 케네디 암살의 관련자'라는 내용이 4개월 동안 위키백과에 게재되는 일이 일어나 논란이 되었는데 이때 면책 조항(General disclaimer)으로 말미암아 위키백과는 법에 따라 책임지지 않았다.
2017년 2월 28일에는 한국어 위키백과에서 문재인 문서에 가해진 문서 훼손이 타 사이트로 그대로 노출되는 사건이 있었다. 대한민국의 정치인인 문재인의 인물 기본정보에서 국적을 조선민주주의인민공화국의 정치인으로 바꿔놓은 내역이 포털사이트 네이버에 그대로 갱신된 것인데, 위키백과 문서는 오후 9시에 수정되었으나 네이버 검색결과는 오후 4시에 들어서 정정되었다. 이에 대해 문재인 측은 편집의 고의성 여부를 따져 강경하게 대응할 방침을 시사하고, "허위 사실 유포가 개인 행위로 넘기기에는 위험한 측면이 있다"면서 "특정인의 조직적 사주 여부를 확인할 필요"가 있다고 밝혔다. 중앙선거관리위원회 역시 "가짜 정보 유포는 당장 선거법으로 규제하기에는 논란의 여지가 있으나, 선거를 앞두고 당선과 낙선을 위해 의도적ㆍ조직적 허위사실 유포 행위를 지속할 경우, 법적 처벌을 강구할 필요가 있다"는 입장을 밝혔다.

### 편향성
위키백과는 정책상으로 '중립성'(Neutral point of view)을 표방하나, 일각에서는 참여자들의 비다양성 등 여러 요인에 의해 의도적이지 않더라도 구조적인 편향성을 가지게 된다는 비판이 있다. 철학자 마틴 코언(Martin Cohen)은 위키백과가 기여자들의 편견과 무지로 이루어진 하나의 독점 체제가 되어가고 있다고 지적하였다.
실제로 여러 자료에 의하면 위키백과 공동체는 다양한 사회 구성원을 포함하지 못한다. 2008년 조사한 결과를 보면, 참여한 사람의 평균 나이는 26.8세였고 이 중 남성이 87%로, 위키백과 공동체는 주로 남성 중심으로 구성되어 있으며 사회 전체 구성원보다 연령대가 상당히 낮다고 추정된다.

#### 사상적 편향
위키백과는 다양한 매체로부터 과도하게 자유주의적이거나 반대로 과도하게 보수주의적이라고 비판받아 왔으며, 특히 미국에서 자유주의(리버럴)에 대한 편향성을 지적받는 경우가 많았다. 2006년 일부 이용자들이 위키피디아의 사상적 편향성을 이유로 들며 보수주의의 의견을 대표하고자 컨서버피디아를 창립하기도 했다. 위키백과의 공동 창립자 지미 웨일스는 이에 관하여, "위키백과의 커뮤니티는 정치적으로 다양하며 자유주의자, 보수주의자, 자유지상주의자 등을 포함한다. 투표가 없는 위키백과의 특성상 아마 그렇지 않겠지만, 평균이 중요한 문제라면, 나는 위키백과의 커뮤니티가 미국 인구보다 평균적으로 조금 더 리버럴 성향이 강하다고 말할 것이다. 왜냐하면 우리는 국제적으로 활동하며, 국제적인 영어 화자들은 미국 인구의 평균보다 더 리버럴 성향이 강하기 때문이다. 이를 뒷받침할 데이터나 조사는 없다"고 발언했다.

### 성(性)적인 내용의 문제
한국어 위키백과의 검열에 관한 정책과 영어판의 같은 항목에서 밝히듯 모든 언어판의 위키백과는 성적인 내용을 허용하고 검열하지 않으며, 이에 관한 비판을 받기도 한다. 현재 위키백과에서는 사정(射精) 같은 내용은 물론, 69체위, Hardcore pornography 같은 성행위나 포르노그래피 관련 내용도 다뤄져, 이에 대한 부적절한 반응이 있을 수 있다. 성에 관계된 내용과 관련해서는 아동 음란물이 특히 문제시된다. 아동 음란물은 그 범위나 방법에 차이가 있으나, 미국, 영국, 일본, 한국을 비롯한 대부분의 나라에서 법으로 금지되고 있다. 독일의 음악 밴드인 스콜피언스의 음반 Virgin Killer(버진 킬러)의 표지는 미성숙한 여자아이의 나체 사진을 담는데 현재 위키백과에서는 검열 없이 해당 표지를 보여주고 있다. 이것을 놓고 영국 비영리단체인 인터넷 감시 재단(Internet Watch Foundation, IWF)이 해당 웹 페이지를 관리 목록에 차단 대상으로서 포함시켰고 그에 따라 영국의 몇몇 인터넷 서비스 업체(ISP)가 해당 내용을 차단하여 논란이 일었다. 2010년 4월에는 위키백과를 초기에 공동으로 창업하였던 래리 생어가 위키백과의 자매 웹사이트인 위키미디어 커먼스에 대해 '주지한 상태에서의 아동 음란물 배포(knowingly distributing child pornography)' 혐의를 주장하면서 미국연방수사국에 신고했다. 그는 실제 사람을 찍은 사진이 아닌 아동 학대를 묘사한 그림·조각 등의 난잡한 시각 표현물을 문제 삼았으나, 그 후 위키미디어에서 이미지 수백 장이 삭제되는 소동이 벌어지기도 했다.

## 위키백과에 대한 비판 관련 사건

### 위키백과 측과 사용자들이 비판에 대응하는 양상
- 2009년 위키백과 측은 생존 인물을 대상으로 앙심을 품은 편집이나 잘못된 편집에 대응하고자 일부 편집 제한을 걸기로 결정하였다.[23]
- 2009년 9월에 위키백과의 신뢰도를 향상하고자 인물 문서에 한해서 작성자의 신뢰도에 따라 글의 색상 코드를 적용하기 시작하였다. 새로운 글이나 의문의 여지가 있는 글은 밝은 오렌지색 배경으로 표시되고 믿을 만한 사람이 작성한 글은 그림자가 연해지게 된다.[24]

### 위키백과를 다룬 비판을 소재로 한 풍자
- 미국의 풍자 신문인 디 어니언에서는 2006년에, '위키백과가 미국 독립 750주년을 축하했다.'는 풍자 기사를 실었다.[25] 실제 미국독립선언은 1776년에 선포되었다.

## 위키백과의 사건 사고

### 타 언어 위키백과
- 헨리크 바투타 사건
- 시겐설러 사건
- 에스제이 사건

## 같이 보기
- 위키백과

- 보도: 위키백과에 대한 한국어 언론 보도 및 언론을 통한 기고문 등을 모은 페이지.
- 위키백과에 대한 오해: 위키백과의 공식 정책 중 하나.

- 놀
- 시티즌디움

## 참고 문헌
- 황주성, 최서영, 김상배. 《소셜컴퓨팅 환경에서 집단지성의 사회적 생산 메카니즘 연구 보관됨 2018-03-10 - 웨이백 머신》 정보통신정책연구원. 2009. ISBN 9788982426018
- Andrew Keen. The Cult of the Amateur. Doubleday/Currency, 2007. ISBN 978-0-385-52080-5 (substantial criticisms of Wikipedia and other web 2.0 projects). Listen to: Does the Internet Undermine Culture?, NPR interview with A. Keen, Weekend Edition Saturday, June 16, 2007.
- Sheizaf Rafaeli & Yaron Ariel (2008). Online motivational factors: Incentives for participation and contribution in Wikipedia. In A. Barak (Ed.), Psychological aspects of cyberspace: Theory, research, applications (pp. 243–267). Cambridge, UK: Cambridge University Press.